# 約翰·莫圖薩米

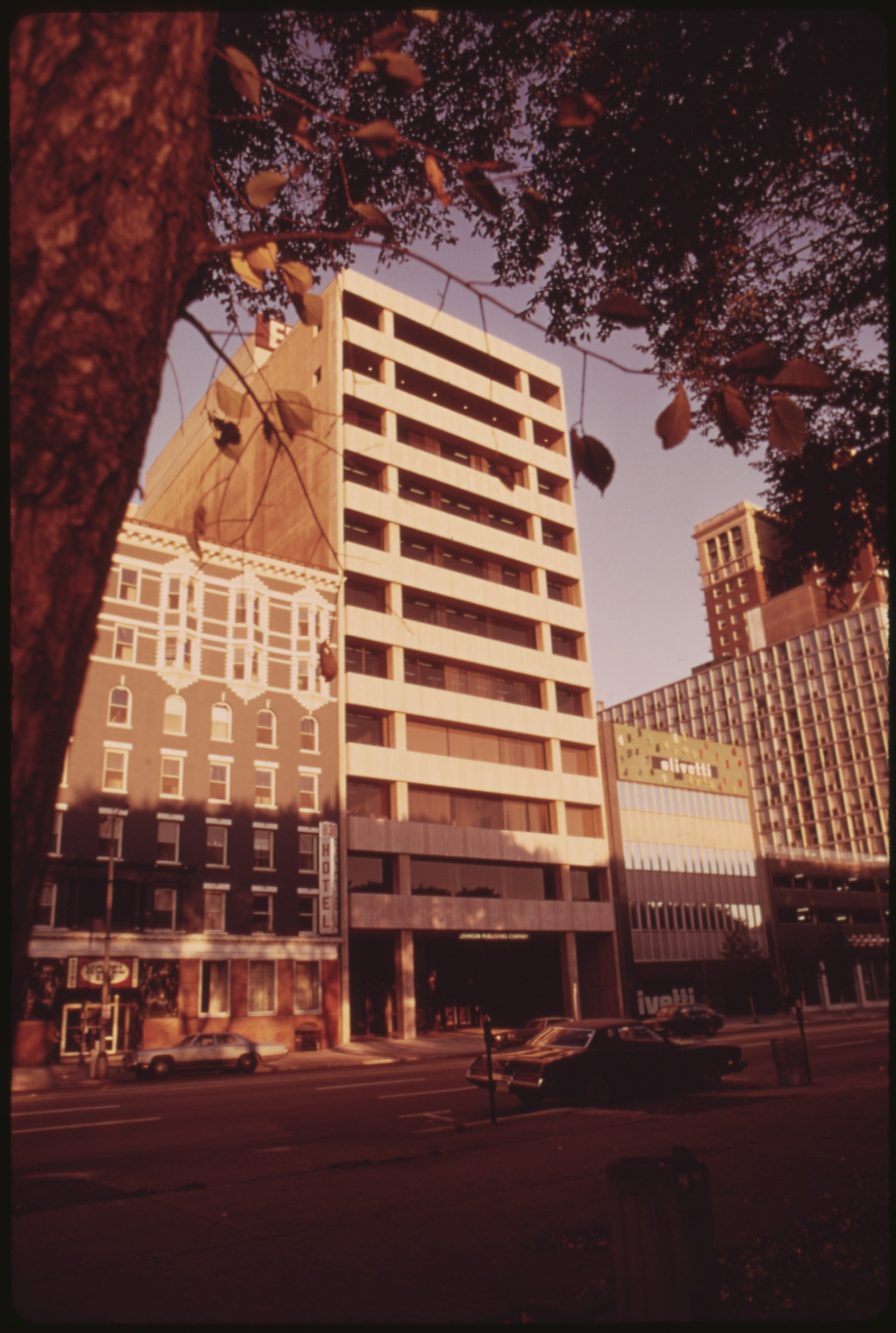
莫圖薩米所設計位于芝加哥密西根大道820號的JPC总部

約翰·莫圖薩米（英語：John Warren Moutoussamy，1922年—1995年）是美國建築師。最知名的設計作品是約翰遜出版公司位於伊利諾伊州芝加哥市中心的總部大樓，他是第一個在芝加哥設計高層建築的非裔美國建築師。

## 早年
莫圖薩米於1948年獲得伊利諾理工學院的學位，在那裡他師從路德維希·密斯·凡德羅。

## 生涯
莫圖薩米於1971年為約翰遜出版公司設計了位於芝加哥密西根大道上的總部大樓，這仍然是目前在芝加哥市中心唯一由非裔美國人設計的高層建築。根據《建築文摘》描述，該建築採用石頭鋪貼的牆面結構，內部具有五顏六色的牆壁和散發著能量的迷幻地毯，用於表達黑人文化和商務感。2018年，該建築被賦予國家歷史地標地位。2019年，該建築開始被改建為公寓，但保留了設在這裡的《Ebony》和《Jet》雜誌的招牌。
莫圖薩米也設計了芝加哥地區的其他建築，包括理查德-J-戴利學院、奧利弗-哈維學院、杜魯門學院、芝加哥城市聯盟的大樓，以及芝加哥海德公園地區36層的攝政公園雙塔。
莫圖薩米是第一個在大型事務所Dubin Dubin Black & Moutoussamy中擁有合作關係的非裔美國建築師。他曾是芝加哥洛約拉大學和芝加哥藝術博物館的成員。
他為自己在芝加哥查塔姆的南部設計了一棟位於東89號廣場361號的房子。

## 個人生活
穆圖薩米與伊麗莎白·亨特結婚，他們有三個孩子：約翰·穆圖薩米、克勞德·穆圖薩米和珍妮·瑪麗·穆圖薩米·艾許。 珍妮·穆圖薩米-艾許是一名攝影師，1977年與網球運動員亞瑟·艾許結婚，直到1993年去世。
穆圖薩米於1995年去世，在聖托馬斯使徒教堂舉行了安魂彌撒，並被埋葬在芝加哥的聖瑪麗公墓。